# 菊間町立歌仙小学校
菊間町立歌仙小学校（きくまちょうりつ かせんしょうがっこう）は、1992年（平成4年）まで愛媛県越智郡菊間町（現在の今治市）にあった公立小学校。菊間小学校に統合された。

## 概要
愛媛県越智郡菊間町（平成の大合併により今治市となっている）の高縄山系の山懐に抱かれた中山間地にあった小学校。菊間の街中から菊間川に沿って、上った地に所在。
跡地は菊間調理場として利用されている。一角には石碑が立てられている。

## 沿革
- 1876年（明治9年） - 池原村と高田村とが共同で字河原に開明学校開設。[1]
- 1878年（明治11年） - 川上・中川・河之内の3村共同で川上に三渓学校を開設。
- 1882年（明治15年） - 開明学校と三渓学校とが合併し、松尾村に松栄学校開設。
- 1867年（明治20年） - 松尾尋常小学校と改称。
- 1890年（明治23年） - 松尾尋常小学校を歌仙尋常小学校と改称。
- 1893年（明治26年） - 台風による水害で役場・駐在所などともに流失。復旧後の小学校の位置をめぐり紛争発生、郡役所に持ち込まれる。
- 1897年（明治30年） - 郡長の決裁にて小学校の位置決まる。2年後の1899年（明治32年）新校舎落成。
- 1906年（明治39年） - 裁縫補習学校を併設。
- 1910年（明治43年） - 歌仙尋常高等小学校となる
- 1922年（大正11年） - 農業補習学校を併置、夜間授業を実施。
- 1925年（大正14年） - 菊間第二尋常高等小学校と改称。[2]
- 1941年（昭和16年） - 菊間第二国民学校と改称。
- 1947年（昭和22年） - 戦後の学制の改革に伴い菊間第二小学校となる。
- 1955年（昭和30年） - 歌仙小学校となり、「歌仙」の名称が復活。[3]
- 1992年（平成4年）- 菊間町立菊間小学校（後に今治市立菊間小学校）に統合、閉校。

## 著名な出身者
- 菅源三郎- 航海士(松尾尋常小学校)